# Vincentas Borisevičius

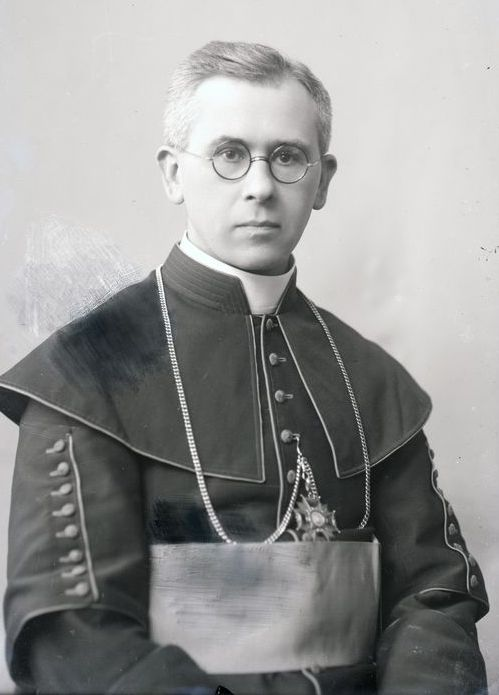
Vincentas Borisevičius

Vincentas Borisevičius (* 23. November 1887 in Bebrininkai, Bezirk Vilkaviškis; † 18. November 1946 in Vilnius) war litauischer Bischof von Telšiai, Opfer des Kommunismus und ist Kandidat für die Seligsprechung.

## Leben
Vincentas Borisevičius war der Sohn einer bäuerlichen Familie. Er studierte von 1903 bis 1909 Theologie und Philosophie am Theologischen Priesterseminar im polnischen Sejny und setzte es an der Universität Freiburg in der Schweiz fort. 1910 wurde er Lizenziat der Theologie und wurde später zum Priester geweiht. In den Jahren 1916 bis 1917 war er als Militärkaplan für die 10. Kaiserlich Russische Armee in Minsk tätig. Nach seiner Rückkehr mach Litauen, wurde er zunächst Kaplan und Religionslehrer Gymnasium Marijampolė. Von 1922 bis 1926 unterrichtete er am theologischen Seminar der Diözese Seinai in Gižai und wurde anschließend erster Regens des neuen Priesterseminars Telšiai und war dort von 1927 bis 1935 oder 1940 als Professor und Rektor am theologischen Seminar tätig.
Am 3. Februar 1940 wurde er zum Titularbischof von Lysias ernannt und zum Weihbischof in Telšiai bestellt. Am 10. März wurde Vincentas Borisevičius zum Bischof geweiht. 1944 wurde er Bischof von Telšiai.
Nach der Okkupation Litauens durch Sowjetrussland protestierte er gegen die Verfolgung der katholischen Kirche. Er wurde am 18. Dezember 1945 von den sowjetischen Behörden festgenommen und bis zum 24. Dezember inhaftiert. Die sowjetischen Machthaber verlangten von ihm, die antikommunistischen Partisanen zu verdammen. Als er dies ablehnte, wurde Borisevičius am 3. oder am 5. Februar 1946 erneut verhaftet und im Gefängnis des KGB Vilnius festgehalten.
Am 28. August 1946 wurde er zum Tode durch Erschießen verurteilt. Das Todesurteil wurde am 18. November 1946 vollstreckt. Sein Leichnam wurde in einem gemeinsamen Grab mit anderen hingerichteten Gefangenen im Park des Anwesens Tuskulėnai in Vilnius beigesetzt. Am 10. November 1989 entschied das Oberste Gericht Litauens in einer öffentlichen Gerichtsverhandlung, dass das Urteil des Militärgerichtshofs, den Bischof zum Tode zu verurteilen, rechtswidrig gewesen sei.
Im September 1999 wurden seine Überreste gefunden und in der Krypta der St. Antan Paduven-Kathedrale Telšiai begraben. Borisevičius war als Druckmittel interniert worden, um eine Bischofskonferenz am 21. Februar 1946 im Sinne der Sowjets verlaufen zu lassen. Der Vatikan konnte wenig helfen, er verstärkte lediglich die Ausstrahlung der litauischen Programme von Radio Vatikan.

## Ehrungen
1999 erhielt er posthum den Orden des Vytis-Kreuzes.